# Kingston Lisle
Kingston Lisle is een civil parish in het bestuurlijke gebied Vale of White Horse, in het Engelse graafschap Oxfordshire met 225 inwoners.